# Ceratozamia mexicana
Ceratozamia mexicana là một loài thực vật hạt trần trong họ Zamiaceae. Loài này được Brongn. mô tả khoa học đầu tiên năm 1846.